# Arondismentul Montbéliard
Arondismentul Montbéliard (în franceză Arrondissement de Montbéliard) este un arondisment din departamentul Doubs, regiunea Franche-Comté, Franța.

## Subdiviziuni

### Cantoane
- Cantonul Audincourt
- Cantonul Clerval
- Cantonul Étupes
- Cantonul Hérimoncourt
- Cantonul L'Isle-sur-le-Doubs
- Cantonul Maîche
- Cantonul Montbéliard-Est
- Cantonul Montbéliard-Ouest
- Cantonul Pont-de-Roide
- Cantonul Saint-Hippolyte
- Cantonul Sochaux-Grand-Charmont
- Cantonul Valentigney

### Comune
| 1. Abbévillers (25004)                    | 2. Accolans (25005)                  | 3. Aibre (25008)                        | 4. Allenjoie (25011)                      |
| 5. Allondans (25013)                      | 6. Anteuil (25018)                   | 7. Appenans (25019)                     | 8. Arbouans (25020)                       |
| 9. Arcey (25022)                          | 10. Audincourt (25031)               | 11. Autechaux-Roide (25033)             | 12. Badevel (25040)                       |
| 13. Le Barboux (25042)                    | 14. Bart (25043)                     | 15. Battenans-Varin (25046)             | 16. Bavans (25048)                        |
| 17. Belfays (25049)                       | 18. Belleherbe (25051)               | 19. Belvoir (25053)                     | 20. Berche (25054)                        |
| 21. Bethoncourt (25057)                   | 22. Beutal (25059)                   | 23. Bief (25061)                        | 24. Le Bizot (25062)                      |
| 25. Blamont (25063)                       | 26. Blussangeaux (25066)             | 27. Blussans (25067)                    | 28. Bondeval (25071)                      |
| 29. Bonnétage (25074)                     | 30. La Bosse (25077)                 | 31. Bourguignon (25082)                 | 32. Bournois (25083)                      |
| 33. Branne (25087)                        | 34. Bretigney (25093)                | 35. Bretonvillers (25095)               | 36. Brognard (25097)                      |
| 37. Les Bréseux (25091)                   | 38. Burnevillers (25102)             | 39. Le Bélieu (25050)                   | 40. Cernay-l'Église (25108)               |
| 41. Chamesey (25113)                      | 42. Chamesol (25114)                 | 43. Charmauvillers (25124)              | 44. Charmoille (25125)                    |
| 45. Charquemont (25127)                   | 46. Chaux-lès-Clerval (25140)        | 47. Chazot (25145)                      | 48. La Chenalotte (25148)                 |
| 49. Clerval (25156)                       | 50. Colombier-Fontaine (25159)       | 51. Cour-Saint-Maurice (25173)          | 52. Courcelles-lès-Montbéliard (25170)    |
| 53. Courtefontaine (25174)                | 54. Crosey-le-Grand (25177)          | 55. Crosey-le-Petit (25178)             | 56. Dambelin (25187)                      |
| 57. Dambenois (25188)                     | 58. Dampierre-les-Bois (25190)       | 59. Dampierre-sur-le-Doubs (25191)      | 60. Dampjoux (25192)                      |
| 61. Damprichard (25193)                   | 62. Dannemarie (25194)               | 63. Dasle (25196)                       | 64. Dung (25207)                          |
| 65. Désandans (25198)                     | 66. Exincourt (25230)                | 67. Faimbe (25232)                      | 68. Ferrières-le-Lac (25234)              |
| 69. Fesches-le-Châtel (25237)             | 70. Fessevillers (25238)             | 71. Feule (25239)                       | 72. Fleurey (25244)                       |
| 73. Fontaine-lès-Clerval (25246)          | 74. Les Fontenelles (25248)          | 75. Fournet-Blancheroche (25255)        | 76. Frambouhans (25256)                   |
| 77. Froidevaux (25261)                    | 78. Geney (25266)                    | 79. Glay (25274)                        | 80. Glère (25275)                         |
| 81. Goumois (25280)                       | 82. Goux-lès-Dambelin (25281)        | 83. Grand'Combe-des-Bois (25286)        | 84. Grand-Charmont (25284)                |
| 85. La Grange (25290)                     | 86. Gémonval (25264)                 | 87. Hyémondans (25311)                  | 88. Hérimoncourt (25304)                  |
| 89. L'Hôpital-Saint-Lieffroy (25306)      | 90. Indevillers (25314)              | 91. L'Isle-sur-le-Doubs (25315)         | 92. Issans (25316)                        |
| 93. Laire (25322)                         | 94. Lanthenans (25327)               | 95. Laval-le-Prieuré (25329)            | 96. Liebvillers (25335)                   |
| 97. Longevelle-lès-Russey (25344)         | 98. Longevelle-sur-Doubs (25345)     | 99. Lougres (25350)                     | 100. Le Luhier (25351)                    |
| 101. Mancenans (25365)                    | 102. Mancenans-Lizerne (25366)       | 103. Mandeure (25367)                   | 104. Marvelise (25369)                    |
| 105. Mathay (25370)                       | 106. Maîche (25356)                  | 107. Meslières (25378)                  | 108. Mont-de-Laval (25391)                |
| 109. Mont-de-Vougney (25392)              | 110. Montancy (25386)                | 111. Montandon (25387)                  | 112. Montbéliard (25388)                  |
| 113. Montbéliardot (25389)                | 114. Montenois (25394)               | 115. Montjoie-le-Château (25402)        | 116. Montécheroux (25393)                 |
| 117. Médière (25372)                      | 118. Le Mémont (25373)               | 119. Narbief (25421)                    | 120. Neuchâtel-Urtière (25422)            |
| 121. Noirefontaine (25426)                | 122. Nommay (25428)                  | 123. Noël-Cerneux (25425)               | 124. Onans (25431)                        |
| 125. Orgeans-Blanchefontaine (25433)      | 126. Orve (25436)                    | 127. Pierrefontaine-lès-Blamont (25452) | 128. Plaimbois-du-Miroir (25456)          |
| 129. Les Plains-et-Grands-Essarts (25458) | 130. Pompierre-sur-Doubs (25461)     | 131. Pont-de-Roide (25463)              | 132. Provenchère (25471)                  |
| 133. Présentevillers (25469)              | 134. La Prétière (25470)             | 135. Péseux (25449)                     | 136. Rahon (25476)                        |
| 137. Randevillers (25478)                 | 138. Rang (25479)                    | 139. Raynans (25481)                    | 140. Roche-lès-Clerval (25496)            |
| 141. Roches-lès-Blamont (25497)           | 142. Rosières-sur-Barbèche (25503)   | 143. Rosureux (25504)                   | 144. Le Russey (25512)                    |
| 145. Rémondans-Vaivre (25485)             | 146. Saint-Georges-Armont (25516)    | 147. Saint-Hippolyte (25519)            | 148. Saint-Julien-lès-Montbéliard (25521) |
| 149. Saint-Julien-lès-Russey (25522)      | 150. Saint-Maurice-Colombier (25524) | 151. Sainte-Marie (25523)               | 152. Sainte-Suzanne (25526)               |
| 153. Sancey-le-Grand (25529)              | 154. Sancey-le-Long (25530)          | 155. Santoche (25531)                   | 156. Seloncourt (25539)                   |
| 157. Semondans (25540)                    | 158. Sochaux (25547)                 | 159. Solemont (25548)                   | 160. Soulce-Cernay (25551)                |
| 161. Sourans (25552)                      | 162. Soye (25553)                    | 163. Surmont (25554)                    | 164. Taillecourt (25555)                  |
| 165. Les Terres-de-Chaux (25138)          | 166. Thiébouhans (25559)             | 167. Thulay (25562)                     | 168. Trévillers (25571)                   |
| 169. Urtière (25573)                      | 170. Valentigney (25580)             | 171. Valonne (25583)                    | 172. Valoreille (25584)                   |
| 173. Vandoncourt (25586)                  | 174. Vaucluse (25588)                | 175. Vauclusotte (25589)                | 176. Vaufrey (25591)                      |
| 177. Vellerot-lès-Belvoir (25595)         | 178. Vellevans (25597)               | 179. Vernois-lès-Belvoir (25607)        | 180. Le Vernoy (25608)                    |
| 181. Vieux-Charmont (25614)               | 182. Villars-lès-Blamont (25615)     | 183. Villars-sous-Dampjoux (25617)      | 184. Villars-sous-Écot (25618)            |
| 185. Voujeaucourt (25632)                 | 186. Vyt-lès-Belvoir (25635)         | 187. Échenans (25210)                   | 188. Les Écorces (25213)                  |
| 189. Écot (25214)                         | 190. Écurcey (25216)                 | 191. Étouvans (25224)                   | 192. Étrappe (25226)                      |
| 193. Étupes (25228)                       |                                      |                                         |                                           |